# Officine Meccaniche
Pour les articles homonymes, voir OM.

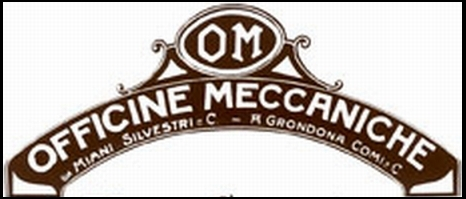
Miani e Silvestri & C. - A. Grondona Comi & C.

La société Officine Meccaniche - OM ou « Officine Meccaniche Fabbrica Bresciana Automobili » (OM-FBM), était une importante entreprise italienne de construction mécanique. Dans les années qui suivent la Première Guerre mondiale, la société OM était l'entreprise la plus importante de Lombardie dont Milan est la capitale. La société construisait des locomotives à vapeur et électriques très réputées, des voitures de voyageurs et des wagons de marchandises, des moteurs et des tracteurs agricoles, des automobiles et des poids lourds camions et autocars.

## L'histoire de OM

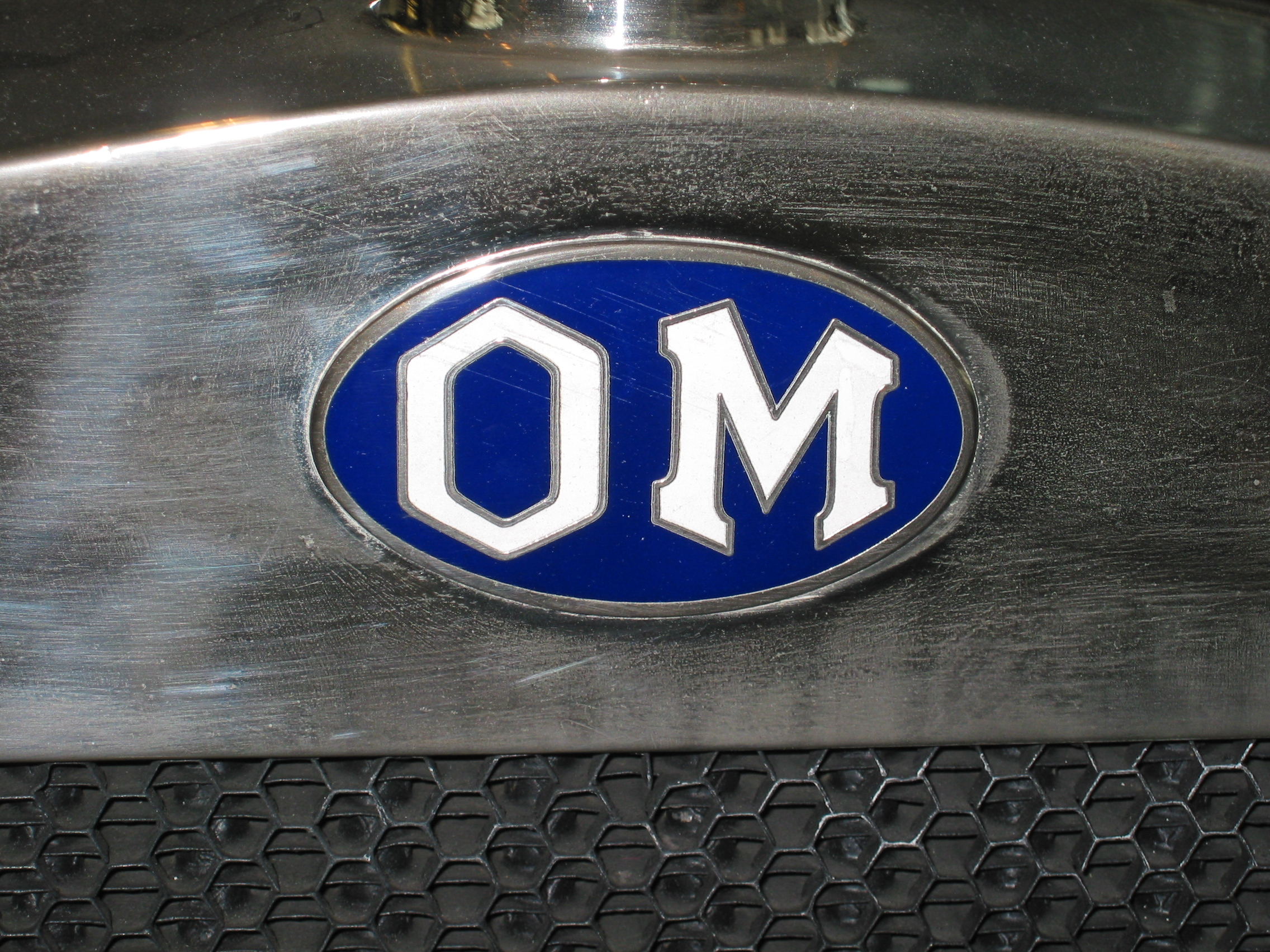
Logo final de O.M.

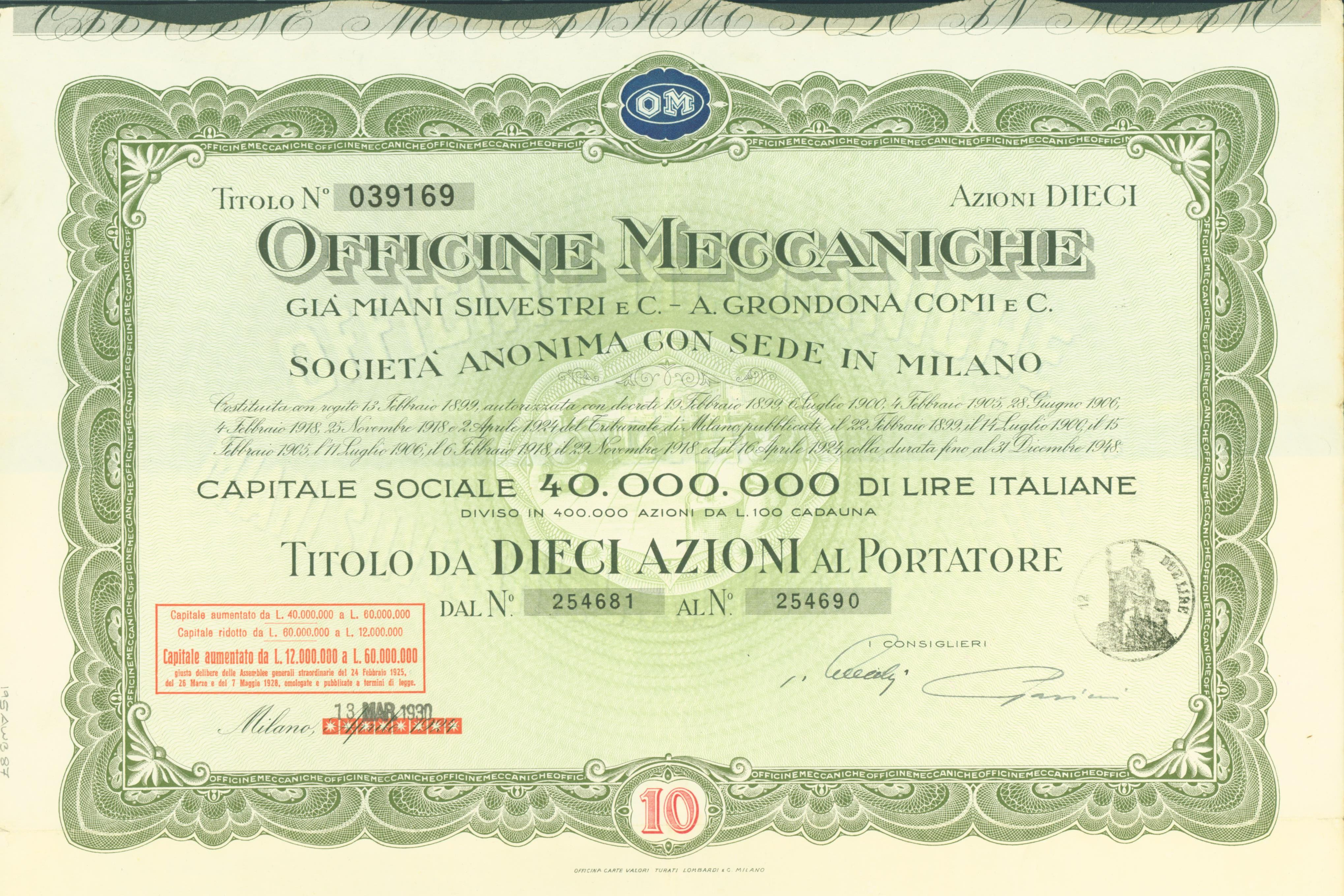
Action de l'Officine Meccaniche en date du 13 mars 1930.

La société OM est créée en 1918 de la fusion des sociétés AOM - Anonime Officine Meccaniche, entreprise spécialisée dans le matériel ferroviaire et la Fabbrica Automobili Roberto Züst, constructeur italien d'automobiles fondé en 1903.
Durant la période d'entre deux guerres, son activité fut très soutenue, notamment dans le domaine de la compétition automobile. À son palmarès on peut citer entre autres, plusieurs victoires (essentiellement de catégories) dans la course des Mille Miglia et aux 24 Heures du Mans. La première voiture fut la S305 25/35 HP, où l'on pouvait encore apercevoir l'influence des derniers modèles Züst. Mais dès le second modèle la 465 12/15 HP, présenté à peine un an plus tard, on vit toute l'originalité des nouveaux concepteurs. Les déclinaisons ultérieures des modèles sportifs s'effectueront selon la règle 665, puis 865.
Bien que la nouvelle société concentre, à l'origine, ses efforts sur la fabrication automobile, la réputation de la société OM lui fut acquise grâce à ses véhicules industriels lourds, ce qui lui permit de se faire remarquer par les dirigeants du groupe Fiat qui rachètent la société en 1933.
En France, pour les plus anciens, OM est synonyme de camions au gabarit réduit pour mieux circuler dans les rues étroites des centres urbains. Ils dominaient largement le marché dans leur catégorie, étaient diffusés par UNIC, filiale de Fiat V.I. France des années 1950 à 1980. 
La société OM comportait plusieurs domaines d'activités distincts :
- chaudronnerie,
- production d'acier, fonte, bronze et aluminium,
- charpente métallique,
- automobiles,
- tracteurs agricoles,
- chariots élévateurs,
- poids lourds,
- matériel ferroviaire.

## La division automobile
La société OM - Officine Meccaniche SpA a été créée en 1917 à la suite du rachat par la « Società Anonima Officine Meccaniche » du très réputé constructeur automobile italien Züst SpA.
La première automobile portant la marque "OM" a été présentée en 1918, à peine un an après la création de la société, le modèle S 305. La presse spécialisée a vite souligné les caractéristiques novatrices de cette automobile équipée d'un démarreur et d'un allumage électrique.
Peu après, en 1920, OM lance la 465, un modèle Torpédo avec un petit moteur de 1.325 cm3. Cette voiture est en fait la première de la gamme OM qui inaugure une dénomination spécifique. Le premier chiffre indique le nombre de cylindres, les deux autres l'alésage. On voit ainsi apparaître successivement les modèles "467" puis "469" équipés de moteurs de 1.410 et 1.429 cm3.
En 1923, OM lance celle qui deviendra immédiatement son icône, la 665 Superba, une magnifique automobile rapide, dépassant les 120 km/h, équipée d'un moteur 6 cylindres en ligne de 1.991 cm3 développant 40 Ch. En 1930, OM lance la version 665 SSMM dont la cylindrée du moteur était passée à 2.221 cm3 qui, dopé par un compresseur volumétrique, développait 80 Ch.
Toute la production automobile prend fin en 1934 après l'intégration totale de la société dans le groupe Fiat qui conserve les divisions ferroviaires et véhicules industriels, en leur laissant une certaine autonomie de gestion.
Les principaux modèles automobiles :
- 1918 - OM S 305
- 1920 - OM 465
- 1921 - OM 467
- 1922 - OM 469
- 1929 - OM 469 S
- 1923 - OM 665 Superba
- 1929 - OM 665 SSMM

### Palmarès sportif
- Coppa delle Alpi 1923 (Minoia)[2] ;

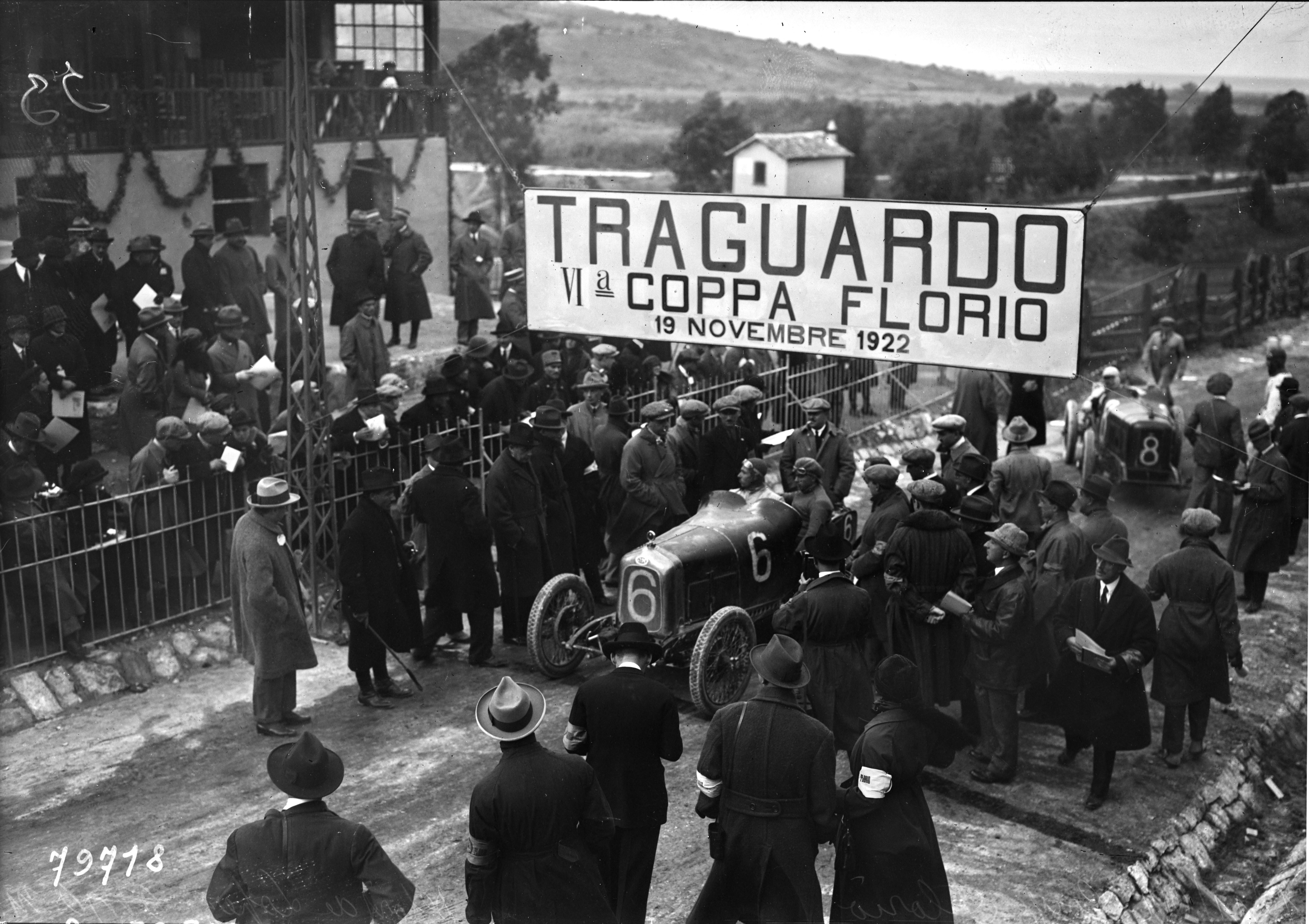
Luigi Lopez à la Coppa Florio 1922 (abandon sur OM 465).

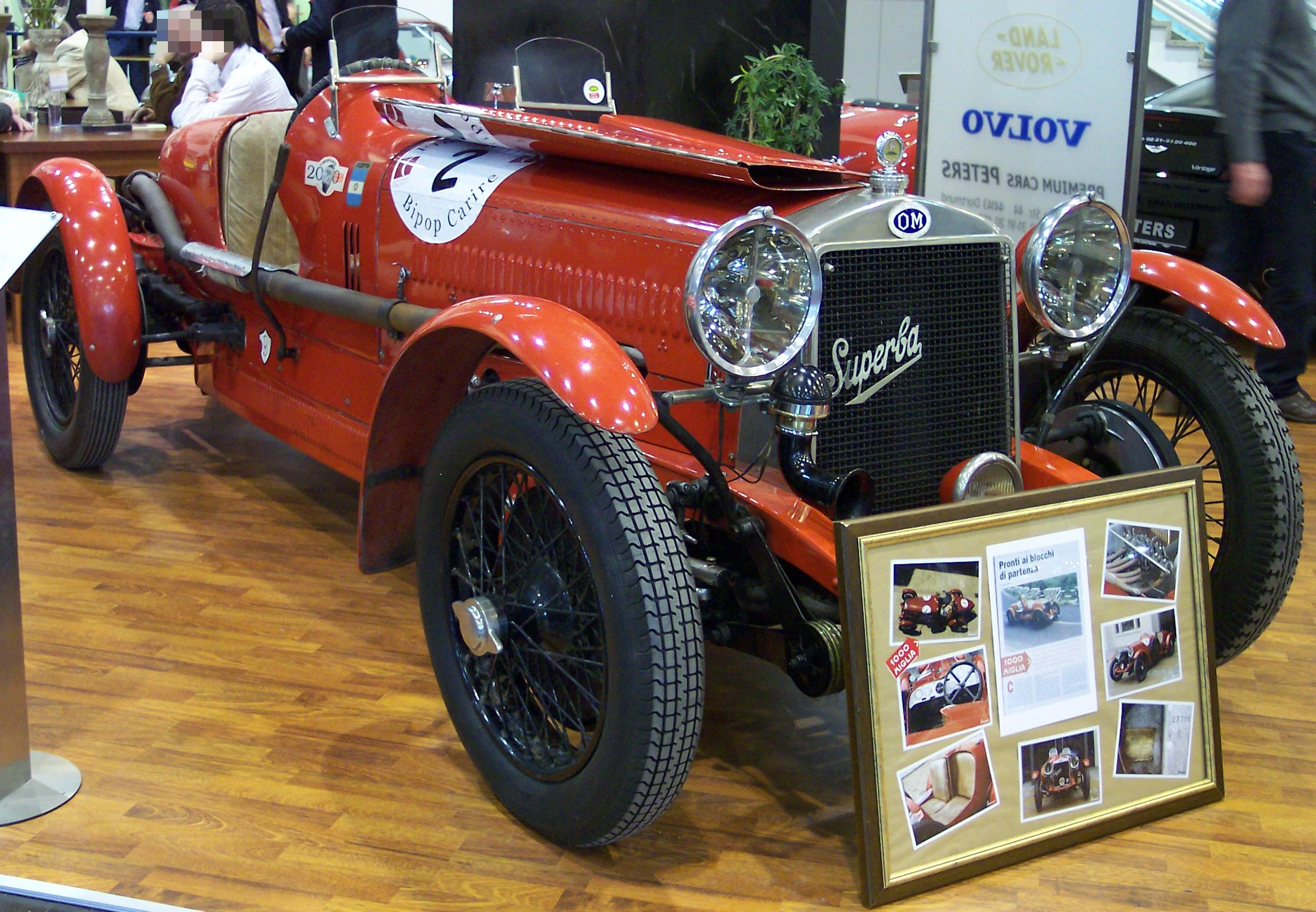
La 665 "Superba".

- Coppa delle Alpi 1924 (Coffani, devant Minoia)[3] ;
- Grand Prix de Tripoli 1925 (Balestero) ;
- 24 Heures du Mans 1925, victoire de catégorie 2.0 (frères Danieli) ;
- 24 Heures du Mans 1926, victoire de catégorie 2.0, à l'indice de performance, et dans la coupe Biennale (Minoia et Foresti) ;
- Coppa Vinci en 1925 et 1926, sur 665 (Balestrero) ;
- Première édition des Mille Miglia en 1927, sur 665 S (Minoia et Morandi) ;
- Coppa della Sila en 1927 (Archimède Rosa) ;
- Coppa di Messina en 1929 (Morandi) ;
- Circuito di Avellino en 1929 (Morandi) ;
- Giro di Sicilia en 1929 (Rosa et Trombetta) ;
- Coppa della Sila en 1929 (Morandi) ;
- Circuito Tre Province en 1929 (Morandi) ;
- Coppa di Crollalanza en 1929 (Rosa) ;
- Giro di Sicilia en 1930 (Rosa et Morandi) ;
- Giro di Sicilia en 1931 (Rosa et Morandi) ;
  - 2e du Gran Premio d'Italia 1927 (Morandi, sur 865 GP, 4e Minoia) ;
  - 2e du Circuito di Mugello 1929 (Morandi, sur 865 GP) ;
  - 2e des Mille Miglia 1929 (Morandi et Rosa).

(Nota bene : les dernière courses régulières des voitures O.M. -essentiellement des 665- ont lieu en 1933.)

## Les tracteurs agricoles
La société OM fait ses premiers pas dans le domaine des machines agricoles indirectement, après un accord commercial passé avec la société M.A.I.S. (Meccanica Agricola Industriale Suzzarese) dont le siège est à Suzzara dans la province de Mantoue. 
Cette collaboration purement commerciale entre les deux sociétés était, à l'origine, le besoin pour M.A.I.S., de trouver un fournisseur de moteurs robustes et économes en carburant pour remplacer ses propres moteurs essence, afin de lui permettre de lancer de nouveaux modèles de locomobiles à vapeur et diesel. 
OM remporta le marché malgré une très forte concurrence, grâce à ses moteurs performants et à la bonne réputation de ses productions. En fin d'année 1921, M.A.I.S. présente ses premières locomobiles à vapeur et diesel équipées de moteurs OM. Après une période très faste liée aux gros investissements publics après la Première Guerre mondiale, la société connait des difficultés et, en 1931, OM rachète 70 % des actions de la société. 
La "Grande Dépression", ou crise économique mondiale de 1929, frappe durement l'ensemble des entreprises industrielles, y compris OM qui, bien que soutenue par plusieurs banques italiennes solides, lui conseillent, en 1930, de céder la moitié du capital à FIAT avec une option pour le solde, en échange des financements nécessaires pour relancer l'entreprise. 
FIAT devint ainsi propriétaire de la société OM, de ses usines et du contrat d'échanges techniques conclu entre OM et le constructeur suisse Saurer (licence de fabrication de l'injection Saurer pour moteurs diesel) et, de fait, de la société M.A.I.S.. La direction Fiat de l'époque, le sénateur Giovanni Agnelli voulut laisser une totale indépendance à OM. Indépendance et autonomie dans ses choix de produits et stratégie commerciale qui perdurera jusqu'en 1967. 

### Les modèles de machines agricoles OM

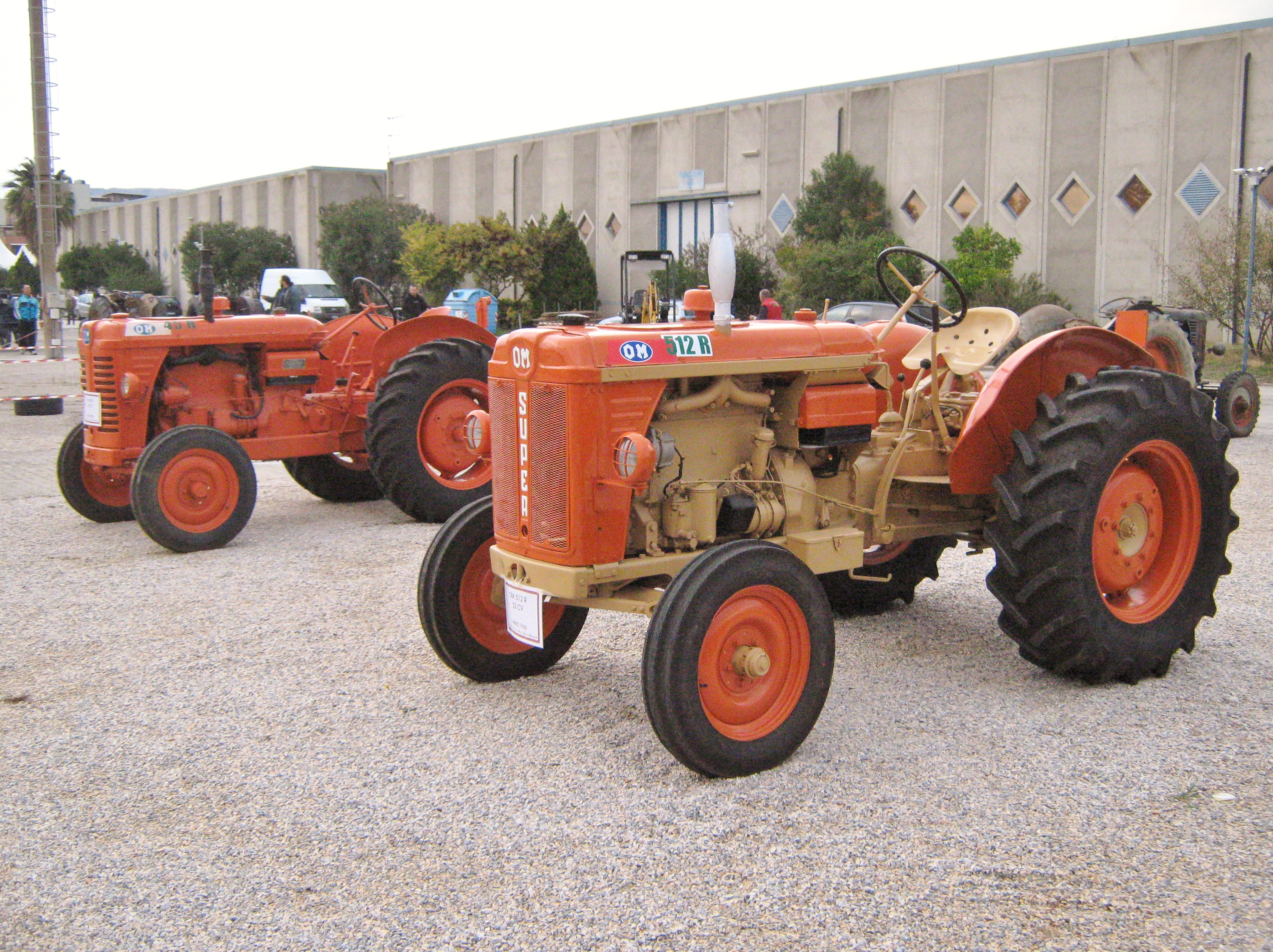
Tracteur OM.

Après la reprise par Fiat, OM continue la fabrication de machines agricoles équipées de moteurs à tête chaude. Dans les années 1940, en pleine Seconde Guerre mondiale, OM fabrique sur commande deux modèles de tracteurs pour le constructeur américain Case, équipés de moteurs à pétrole. Il lance son propre modèle, le 2TM en 1938.
En 1952, OM présente une nouvelle gamme de tracteurs agricoles, s'insérant dans la gamme des tracteurs Fiat Trattori. À cette époque, pour éviter les doublons inutiles, Fiat et OM s'étaient répartis la gamme, Fiat distribuait sous sa marque les modèles d'une puissance inférieure à 30 Ch et au-delà de 55 Ch, OM les puissances intermédiaires comprises entre 30 et 55 Ch. Le modèle le plus vendu sous la marque OM sera l'OM 35-40, équipé d'un moteur diesel de 3.770 cm3, à chenilles, dans la livrée classique couleur orange Fiat. 
Suivront d'autres modèles à succès comme les OM 35/40R et 45R avec sa version à chenilles 45C. En 1958, OM lance le 50R qui sera vite remplacé par les 512R et 513R. En 1965, Fiat lance la Série 15 Diamante dont OM produire les modèles de forte puissance 615R et 715R. Le dernier tracteur agricole portant la marque OM fut le 850. La marque OM disparaît définitivement en 1975 avec la transformation des anciennes divisions du groupe Fiat en holdings qui donneront naissance à Iveco pour les poids lourds et moteurs industriels, Fiat Trattori SpA pour les machines agricoles et Fiat MMT pour les engins de travaux publics.

## Les chariots élévateurs
L'histoire de la marque OM ne peut ignorer une division qui a fait la renommée de la marque dans le domaine du transport et de la manutention : OM Carrelli Elevatori.
Dès le début de son activité, OM s'est intéressée aux équipements de manutention et c'est en 1937 que la société se divise en trois départements :
- véhicules industriels : camions et autobus,
- matériel ferroviaire, tracteurs agricoles, chariots élévateurs et moteurs marins,
- motopompes et installations de refroidissement.

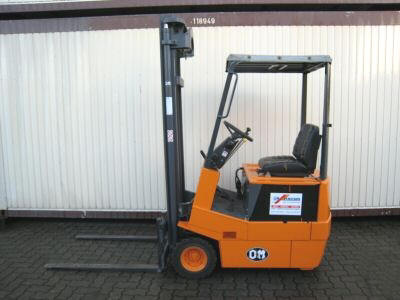
Un chariot élévateur OM

À partir de 1937, OM fabrique les premiers chariots de manutention manuelle utilisés par la logistique militaire italienne.
En 1951, OM lance des premiers chariots élévateurs au monde équipés d'un moteur autonome, thermique et électrique K41 et K51, et créera une structure de vente indépendante de Fiat Carrelli Elevatori. Jusqu'à cette date, en effet, OM étant une filiale du géant Fiat SpA, ses produits étaient distribués par un même réseau de vente commun.
En 1961, une nouvelle société voit le jour à Luzzara (Reggio Emilia près de Bologne) la "Piccola Industria Meccanica sul Po" (PIMESPO) pour la construction de chariots élévateurs de magasins et entrepôts,
En 1970, le groupe Fiat décide de concentrer ses activités chariots élévateurs sur un nouveau site industriel implanté dans le sud de l'Italie, à Bari. Cette nouvelle usine verra sa capacité de production doublée en 1977.
En 1975, OM Carrelli Elevatori est englobée dans FIAT Carrelli Elevatori et devient une division du groupe IVECO,
En 1981, IVECO rachète l'usine PIMESCO de Luzzara et lance une gamme extra lourde de chariots pour la manutention de containers de 40 pieds, les modèles DI 150,200, 250 et 420. 
En 1992, la stratégie globale du Groupe Fiat évolue et Iveco conclut un accord technique et commercial avec le Groupe LINDE qui entre au capital de la société Fiat Carrelli Elevatori pour opérer un transfert de technologie vers STILL. En 2000, le siège social de la nouvelle structure se transfère des locaux de la première usine OM, Via Pompeo Leoni de Milan à Lainate, dans la banlieue nord ouest de Milan.
Le 1er novembre 2002, la société change de nom et devient "OM Carrelli Elevatori S.p.A.". La marque "FIAT" disparaît ce qui correspond à la cession complète de cette activité par IVECO S.p.A. au groupe gazier finlandais Linde.
En 2006 création de la holding Kion Group qui fusionne les marques Linde, Still et OM, dans la division Kion Hydraulics.
Actuellement OM PIMESPO Carrelli Elevatori produit des chariots élévateurs frontaux (électriques, diesel et gaz liquide), des chariots d'entrepôts (transpalettes, stockeurs, escamotables, chariots gerbeurs horizontaux et verticaux, trilatéraux, tracteurs) sous la marque "OM" avec les couleurs typiques jaune et noir.

## Les véhicules industriels OM
Constructeur de véhicules industriels depuis le rachat de la société Züst le 1er octobre 1917, OM lance sa première gamme de véhicules utilitaires de sa propre conception en 1925 avec une production intégrée de petits camions, d'autocars et autobus. Après son rachat par Fiat en 1933, OM garde jusqu'à la reconstruction de ses usines en 1945 et le lancement de nouveaux modèles, une gamme avec capot alors que cette mode sera abandonnée par Fiat V.I. et Lancia V.I. immédiatement après la seconde guerre mondiale. Le plus gros des porteurs OM fut le Titano de 1937.
Pour répondre à la demande d'un petit camion polyvalent, OM lance en 1940, le petit OM Loc.
En milieu d'année 1945, alors que ses usines ne sont encore pas entièrement opérationnelles, OM redémarre sa production en lançant un tout nouveau modèle, le Taurus 340. Comme de coutume en Italie, le nombre indique la charge utile de la version de base en quintaux, soit 3,4 tonnes. Ce camion est construit sur le châssis très fiable et robuste de la version Taurus d'avant guerre mais dispose, pour la première fois chez le constructeur, d'une cabine avancée. 
En 1946, OM lance un camion révolutionnaire également avec une cabine avancée, l'Orione, équipé d'un moteur V8 à 90°, d'une cylindrée de 10.460 cm3 développant 130 ch DIN. Le constructeur milanais ne produira désormais que des camions avec cabine avancée, comme tous les autres constructeurs italiens.
OM baptisa ses véhicules de gamme moyenne avec des noms d'animaux, ce qui permet aux Italiens de l'appeler série "zoologique" :
- En 1950 OM présente son premier camion de moyen tonnage, le Leoncino. C'est un succès immédiat car il bénéficie d'une large cabine avancée et d'un châssis très robuste équipé d'un moteur de 3,8 litre développant 54 Ch, à la fiabilité éprouvée. Il sera fabriqué durant plus de 20 ans !

Les autres modèles s'enchaînent à un rythme très soutenu pour l'époque, mais c'était aussi pour répondre aux besoins des entreprises de transport de la reconstruction :
- le Tigrotto en 1957,
- le Tigre en 1958,
- le Lupetto en 1959,
- le Cerbiatto et le Daino en 1965
- l'Orsetto en 1967.

Tous ces camions de tonnage moyen sont restés au catalogue OM pendant deux décennies.
- En 1951, OM présente également plusieurs gros porteurs routiers, le Taurus qui sera remplacé par le Super Taurus en 1953.
- En 1953 OM présente un véhicule pour les transports exceptionnels et les chantiers et reprend le nom Titano (titan) en version 6x4 et 8x4.
- En 1955, l'OM Super Orione remplace l'ancien Orione de 1946 et OM lance le Tigre en 1958, tous avec des cabines avancées.
- En 1961, OM présente la nouvelle génération du Titano, l'OM Titano 2 qui connaîtra une seconde série en 1966. Il sera décliné en version 6x4 et 8x4.
- En 1962, OM renouvelle sa gamme en greffant de nouvelles cabines avancées reprenant le style de celle du Titano 2. Ce sont les modèles Tigre et toute la série "zoologique" qui en hériteront.
- En 1967, OM remplace sa gamme moyenne par la série 100-120-150, qui seront les derniers camions disposant d'une vraie cabine OM. Tous les modèles qui suivront recevront la cabine unifiée Fiat V.I. type "H",
- En 1970, OM lance en Italie et en Suisse les gros porteurs et tracteurs OM 190 et OM 260, qui sont des Fiat-Unic Izoard 340A fabriqués en France. Ils ne connaîtront qu'une très courte durée de vie, très vite remplacés par les OM 170/190 en version 4x2 et OM 300 en 6x4.

Nota - en Italie, les camions de chantier ont toujours bénéficié d'un PTRA de 33 tonnes pour un camion à 3 essieux 6x4 et de 40 tonnes pour un 4 essieux, comme c'était la mode là-bas dans les années 1950-70 avec les ensembles "mille pattes" (camion ' essieux et remorque 4 essieux) de 44 tonnes et de 56 tonnes pour les semi-remorques ou camions remorques de chantier
Le Titano est le précurseur de tous les très gros camions porteurs italiens (que l'on ne peut pas voir en France du fait de leur masse impossible à faire rouler sur nos routes, camion de 40 tonnes en Italie comparé aux 26 tonnes en France !) des FIAT-IVECO EuroTrakker et Trakker actuels et des camions spéciaux IVECO SIVI de 720 tonnes !
L'OM Titano 2 2e génération a remplacé le Super Orione. 
En 1967 la société OM, qui faisait partie du groupe FIAT depuis 1933, perd son statut de division indépendante et est intégrée dans Fiat Véhicules Industriels avec Lancia V.I. et UNIC en France. La marque OM reste cependant sur les calandres des camions mais ce sont les bureaux d'études FIAT qui sont chargés de la conception des nouveaux produits. Cette même année sont lancés les modèles OM 120 et OM 150.
- En 1970 OM présente une nouvelle série de camions lourds les 190 et 260, qui remplacent le Titano, équipés des nouvelles cabines avancées Fiat V.I.,
- En 1972 OM voit toute sa gamme unifiée avec celle de Fiat V.I.. Ses produits, toujours badgés OM ne différent que par le logo.
- En 1975, 1er janvier, création d'IVECO qui regroupe les constructeurs Fiat V.I. - OM - Lancia V.I. - UNIC-FIAT et Magirus-Deutz. Les gammes de tous ces constructeurs seront très rapidement unifiées dans leurs composants et les moteurs refroidis par air Deutz rapidement abandonnés.

### Les camions gamme moyenne OM
Jusqu'en 1973, les camions de moins de 10t de PTC produits par OM, sont commercialisés en Allemagne sous le nom Büssing-OM ; en Suisse, Saurer-OM  ; en Autriche, Steyr-OM et en France, Unic-OM. Ce sont :
- OM Leoncino : 1950 - 1972
- OM Lupetto : 1958 - 1972
- OM Tigrotto : 1957 - 1972
- OM Cerbiatto : 1963 - 1972
- OM Orsetto : 1966 - 1972
- OM Daino : 1965[4] - 1972

Ils seront remplacés par la première série unifiée Fiat OM 50 à 100, fabriquée dans l'usine OM de Brescia, avec des moteurs OM et Fiat. Ils seront vendus sous les labels Fiat, OM, Saurer, Steyr et OM-Unic. 
À partir de 1975, après le rachat de Magirus-Deutz par Fiat, ils sont vendus aussi par Magirus-Deutz, avec des moteurs Deutz, types 50, 60, 75. 
La série existe en version double et triple cabine. 
À partir de 1976, les cabines sont basculantes. Vendus en Suisse sous le label Saurer-OM, types 110, 130 & 150, ils ont été également fabriqués en Autriche sous licence par Steyr-OM.
| Modèle        | Type                                | Années production | Moteur type | Puis. CV | PTC en t |
|               |                                     |                   |             |          |          |
| Fiat OM 50 N  | ex OM Lupetto 25                    | 1972 - 1974       | 8040.02     | 81,5     | 4,9      |
| Fiat OM 55 N* | ex OM Lupetto 27                    | 1973 - 1976       | 8040.02     | 81,5     | 5,6      |
| Fiat OM 65 N  | ex OM Leoncino 30 - Version < 6 t   | 1973 - 1976       | CO 3 /41    | 90       | 6,0      |
| Fiat OM 65 N  | ex OM Leoncino 35                   | 1973 - 1976       | CO 3 /41    | 90       | 6,5      |
| Fiat OM 70 N  | ex OM Daino 40                      | 1973 - 1976       | CO 3 /41    | 90       | 7,0      |
| Fiat OM 75 N  | ex OM Daino 45                      | 1973 - 1976       | CO 3 /41    | 90       | 7,5      |
| Fiat OM 80 N  | ex OM Tigrotto 50 - Version < 7,5 t | 1972 - 1976       | 8060.02     | 122      | 7,5      |
| Fiat OM 80 N  | ex OM Tigrotto 50 - et ex Fiat 645  | 1972 - 1976       | 8060.02     | 122      | 8,2      |
| Fiat OM 90 N  | ex OM Tigrotto 55                   | 1972 - 1976       | 8060.02     | 122      | 8,8      |
| Fiat OM 100 E | ex OM Tigrotto 65                   | 1973 - 1976       | 8060.02     | 122      | 10,0     |

Nota : Le Fiat OM 55 N a été fabriqué en (ex) Yougoslavie par Zastava Kamioni entre 1985 et 1988 sous la référence Zastava 640.

## Constructions Ferroviaires OM
Parmi les activités importantes qui ont fait l'excellente réputation de OM, figure la division constructions ferroviaires et tramviaires. La société OM était née avec la fusion en son sein des anciens leaders italiens en la matière Miani & Silvestri et Grondola Comi, qui ont fabriqué le matériel roulant de la première ligne urbaine de tramway de la capitale lombarde, Milan, en 1893. OM livra à ATM Milano 90 motrices et 60 remorques en 1906
Il faut se rappeler des automotrices diesel ALn 772 et des locomoteurs FS RD.212 dont les chemins de fer italiens - FS - ont tiré leur meilleur parti mais qui ont ravi également beaucoup de clients étrangers de la Russie à l'Asie en passant par l'Amérique Latine et l'Afrique.